# Microrégion de Barbacena
La microrégion de Barbacena est l'une des trois microrégions qui subdivisent le Campo das Vertentes, dans l'État du Minas Gerais au Brésil.
Elle comporte 12 municipalités qui regroupaient 219 556 habitants en 2006 pour une superficie totale de 3 361 km2.

## Municipalités[1]
- Alfredo Vasconcelos
- Antônio Carlos
- Barbacena
- Barroso
- Capela Nova
- Caranaíba
- Carandaí
- Desterro do Melo
- Ibertioga
- Ressaquinha
- Santa Bárbara do Tugúrio
- Senhora dos Remédios